# Jakriborg

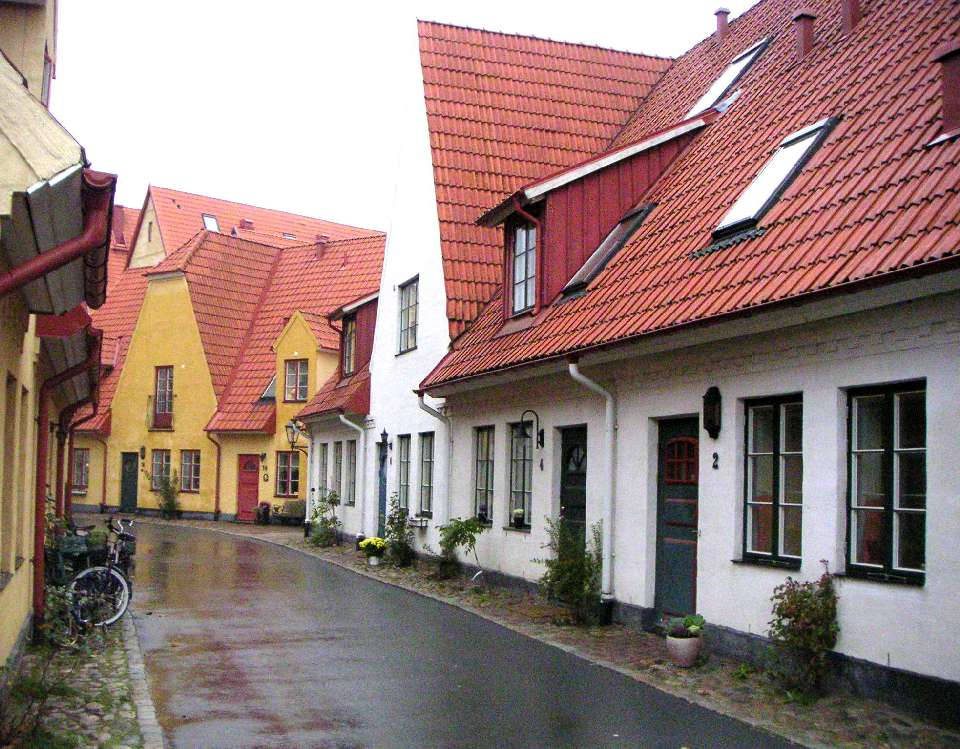

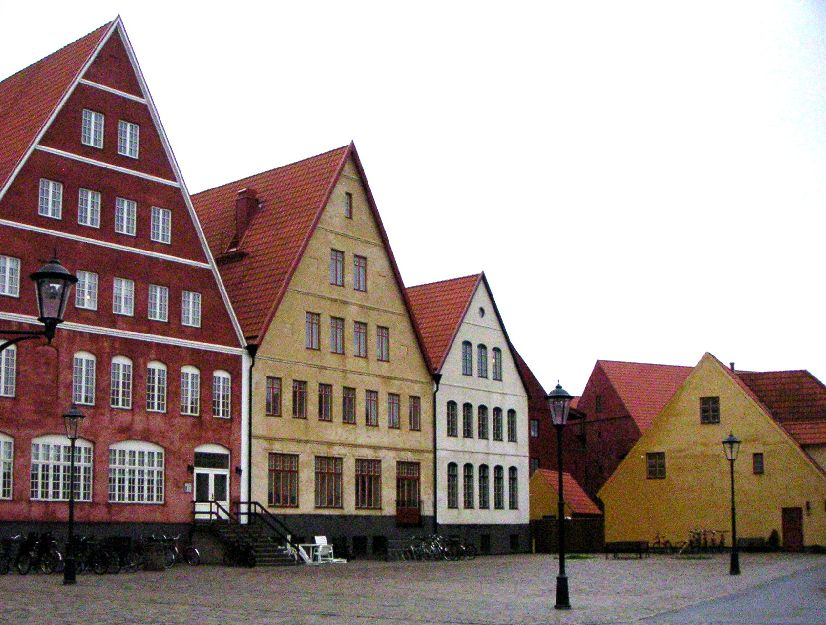

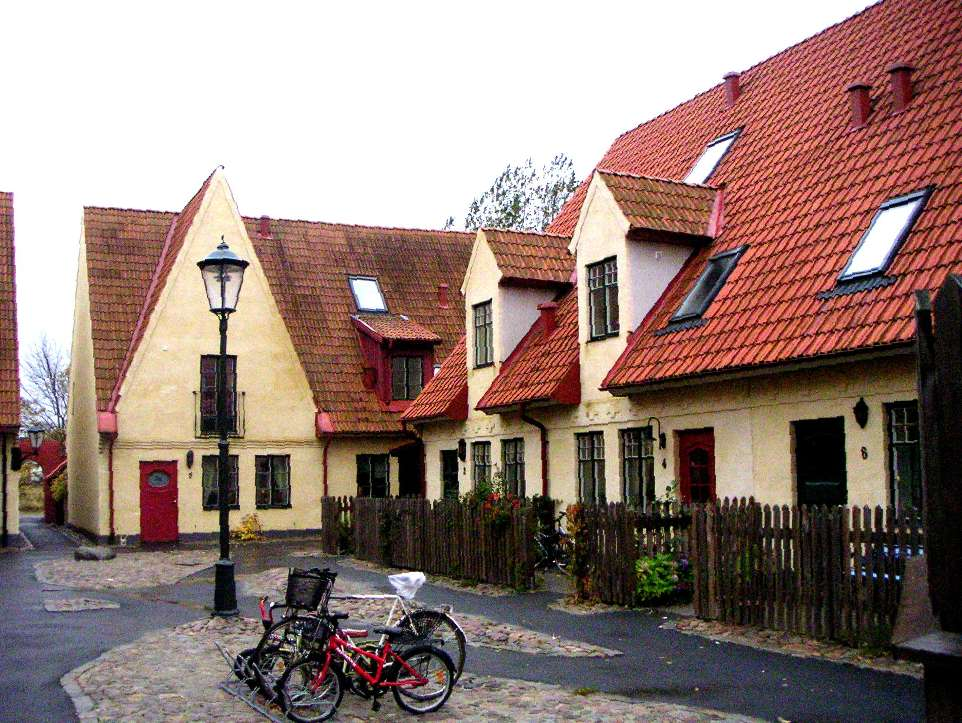

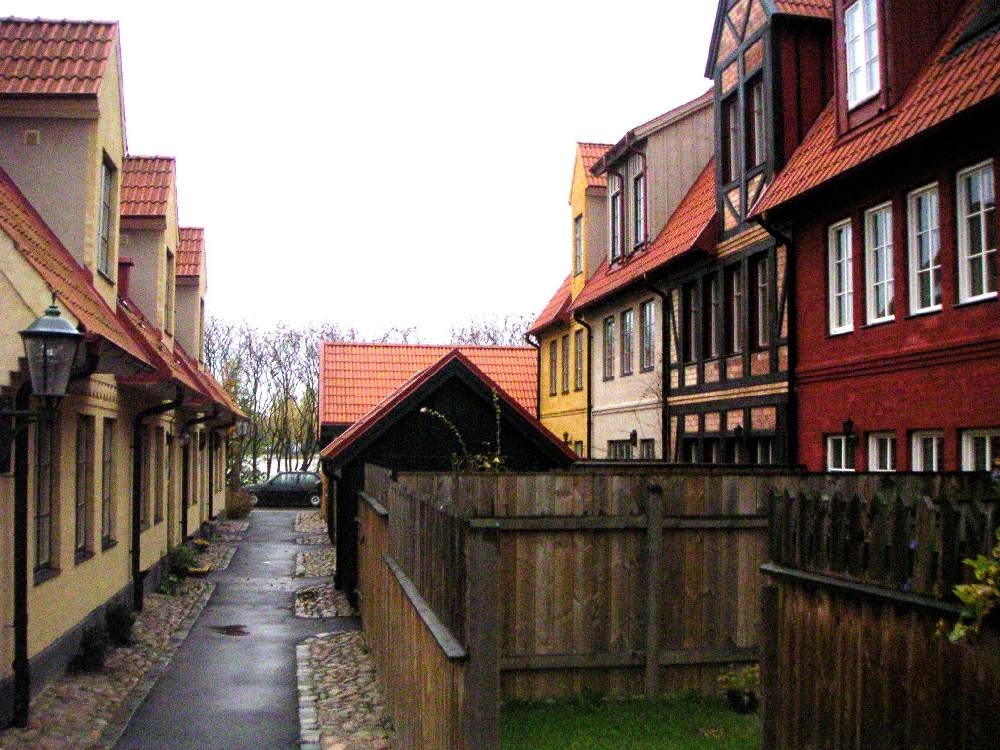

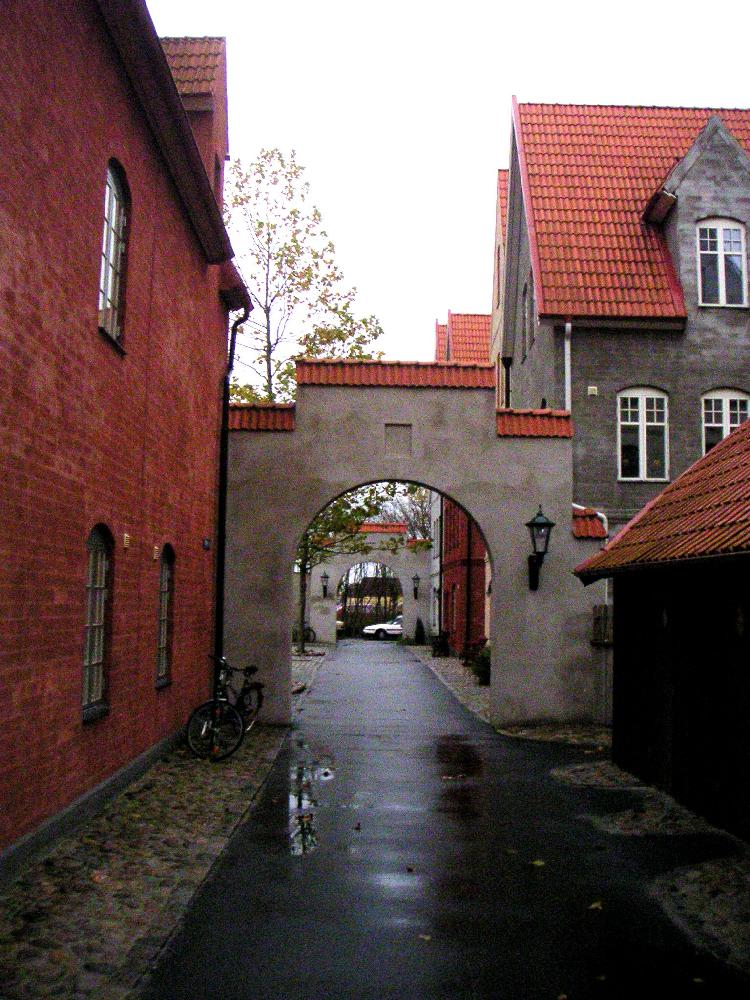

Jakriborg är ett bostadsområde i tätorten Hjärup ett par kilometer söder om Lunds södra kant. Den arkitektoniska stilen är en pastisch som anknyter till den förindustriella stilen i Lundaslättens byar och de hanseatiska kuststäderna vid Östersjön och Nordsjön.

## Läge
Jakriborg är beläget i närheten av byn Uppåkra, Lunds tidigare läge strax söder om Romeleåsens yttersta utlöpare, på den stora slätten som sträcker sig från Lomma vid Öresund till Dalby och Genarp i öster, och ungefär från Malmö till Löddeköpinge i norr. Avstånden mellan ytterpunkterna är omkring 2½ mil i nord-sydlig respektive öst-västlig riktning. Avståndet från Jakriborg till centrala Lund är cirka 6 km och till centrala Malmö cirka 10 km.
Jakriborg ligger utmed Södra stambanan, intill Hjärups järnvägsstation. Det är det enda bostadsområdet inom Staffanstorps kommun som ligger väster om södra stambanan, vilken tydligt skiljer Jakriborg från resten av Hjärup. Från norra Jakriborg är det fri sikt till Lunds stad, över slättens åkermarker. Sikten österut, mot Hjärup och Staffanstorp, är skymd av järnvägens bullerskyddsvallar. Bostadsområdet ter sig därmed mera som en självständig småstad än som en del av den villa-betonade Staffanstorps kommun.

## Utformning
Området kännetecknas främst av de spetsiga brant sluttande taken, av vindlande gator och gränder, och av fasader och färgsättning som ger associationer till städer i Danmark, Tyskland och Nederländerna snarare än till resten av Skandinavien. Jakriborgs gator påminner om det medeltida gatunät som finns kvar i de skånska stadskärnorna. En "stadsmur" utmed stambanan skyddar mot buller och damm.  
Jakriborg anses vara ett svenskt exempel på så kallad nyurbanism.
Området är ritat av arkitekterna Robin Manger och Marcus Axelsson. Namnet kommer av fastighetsbolaget som uppfört området, Jakri AB. Detta företag grundades 1983 av två bröder, Jan och Krister Berggren.

## Kritik och försvar av Jakriborg
Mycket av den seriösa debatten om området handlar om vad Jakriborg ska jämföras med. Är meningen att verkligen skapa en liten stad med affärer, verkstäder, och andra arbetsplatser som det var en gång innan skråtvånget avskaffades 1846, och bedöma Jakriborgs framgång eller misslyckande i jämförelse med grannstäderna som är uppemot 1 000 år gamla; eller ska man betrakta området som ett förortsområde med i första hand estetiska kvaliteter, och jämföra det med andra förorter? 
Stilens försvarare kan exempelvis poängtera att det som hämtats från tidigare generationers stadsbyggnad är beprövade lösningar, och att vår erfarenhet av modernism och funktionalism visar att det nytänkta ofta får oförutsedda nackdelar.
Kritiken har också gått ut på valet av material och bristen på underhåll.

## Planerad tillväxt
Jakriborgsområdet uppges avsiktligt byggas i långsam takt, både av ekonomiska skäl och för att misstag när de upptäcks inte ska vara upprepade redan alltför många gånger. Första inflyttning skedde 1999. År 2007 var 400 lägenheter färdiga och uthyrda.  Mark är inköpt som räcker till ungefär 3 500 lägenheter, vilket nu sägs vara målet.
Kötiden var tidigare 1–2 år beroende på lägenhetsstorlek. År 2008 avskaffades bostadskön. Hyresnivån har tidigare, jämfört med andra samtida projekt, varit förhållandevis låg. Hyrorna har dock höjs med ca. 35 % från 2009 till 2015.

## Externa länkar

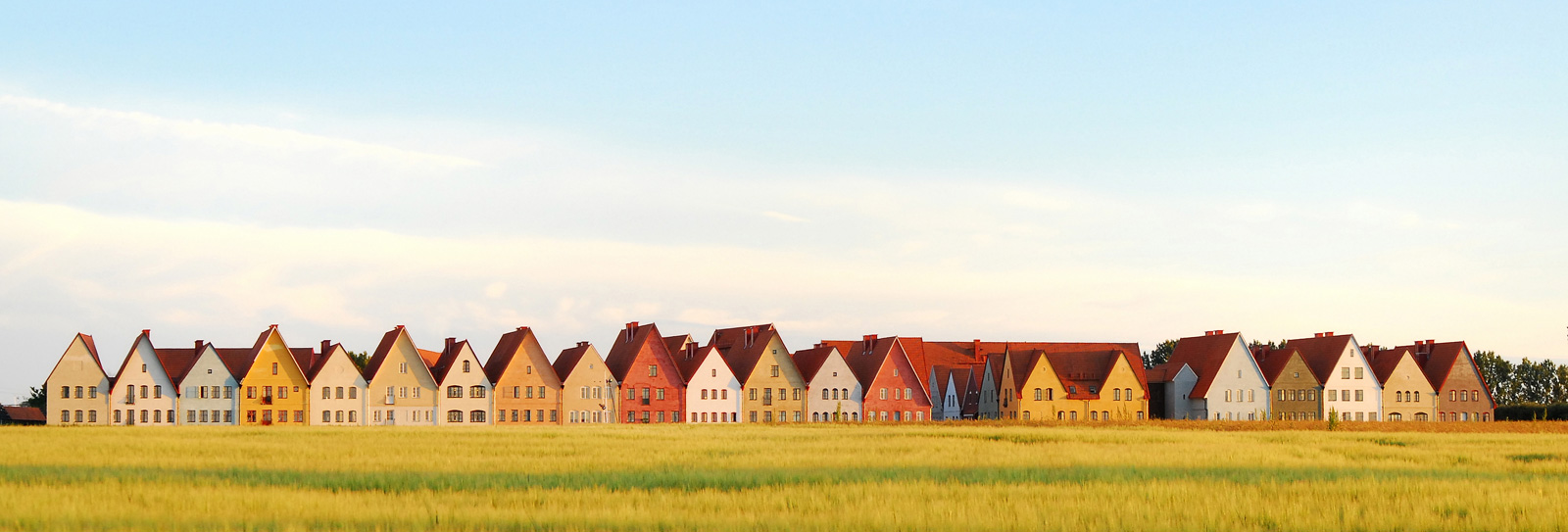
Jakriborg på Lundaslätten, fotograferat från norr.